# Prague Challenger 1992
Il Prague Challenger 1992 è stato un torneo di tennis facente parte della categoria ATP Challenger Series nell'ambito dell'ATP Challenger Series 1992. Il torneo si è giocato a Praga in Repubblica Ceca dal 4 al 10 maggio 1992 su campi in terra rossa.

## Vincitori

### Singolare
Karol Kučera ha battuto in finale  Florian Krumrey con il punteggio di 2–6, 6–4, 6–4

### Doppio
Martin Damm /  David Rikl hanno battuto in finale  Johan Carlsson /  Nicklas Kroon con il punteggio di 6–2, 6–0